# Tecnico sanitario di radiologia medica

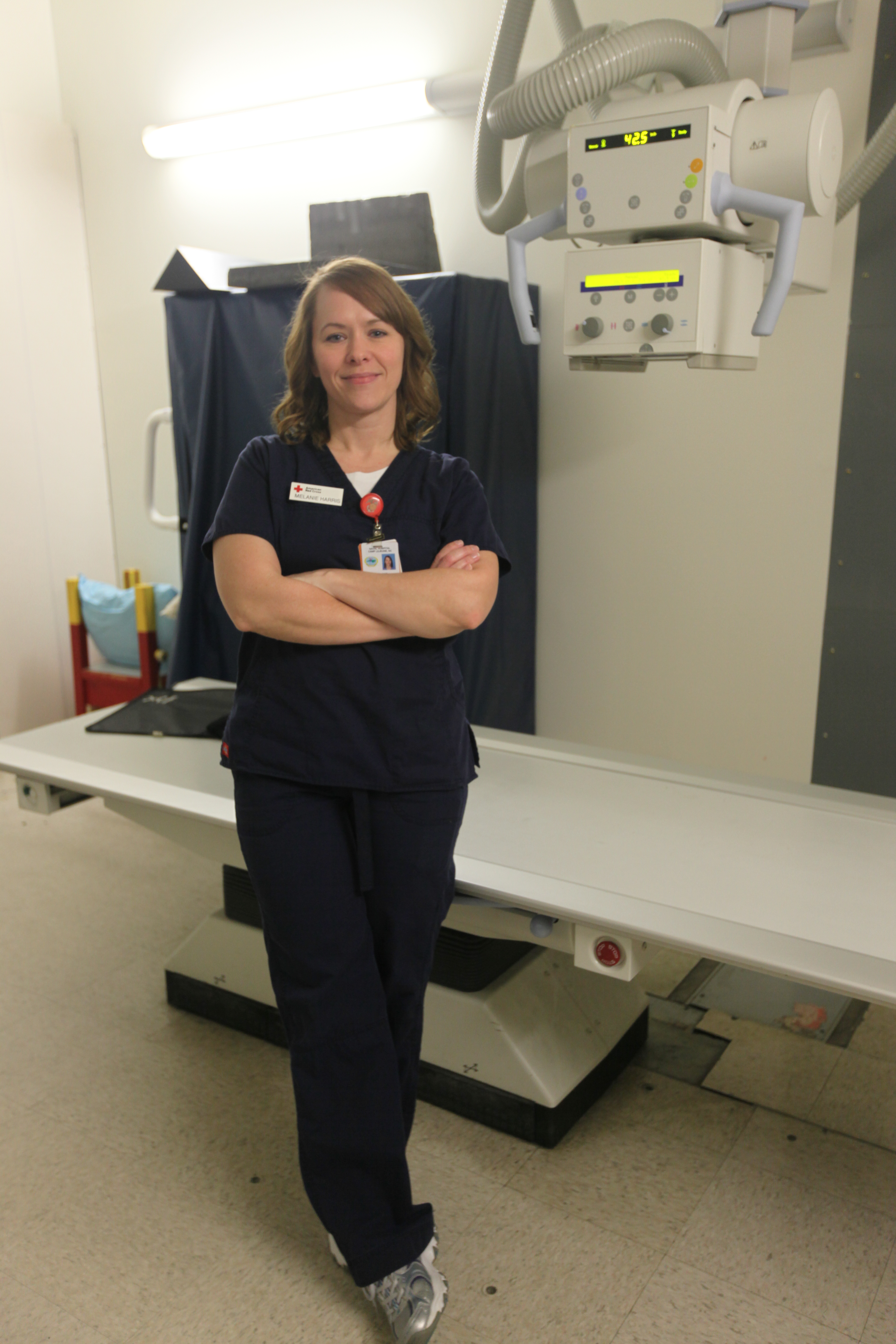
Un tecnico sanitario di radiologia medica accanto ad un tubo radiogeno.

Il tecnico sanitario di radiologia medica (dottore in Tecniche di Radiologia Medica per Immagini e Radioterapia abbreviato in TSRM) è il professionista dell'area tecnico-sanitaria che opera in collaborazione con il medico radiologo, radioterapista, medico nucleare, fisico sanitario e con tutte quelle figure mediche e sanitarie nell'ambito d'impiego di radiazioni ionizzanti. Per svolgere questa professione in Italia è necessaria la laurea triennale, ottenibile frequentando un corso universitario di primo livello in Tecniche di Radiologia Medica, per Immagini e Radioterapia (abbreviato in "TRMIR"), presso le facoltà di medicina e chirurgia. Può esercitare solo dopo l'iscrizione al rispettivo Ordine provinciale di residenza. Gli Ordini provinciali sono riuniti nella  Federazione nazionale Ordini dei Tecnici sanitari di radiologia medica e delle professioni sanitarie tecniche, della riabilitazione e della prevenzione che si articola in 61 Ordini provinciali e interprovinciali. Attualmente sono iscritti agli Albi Professionali italiani 27200 Tecnici Sanitari di Radiologia Medica.
Il TSRM opera, in qualità di dipendente o di libero professionista, in qualsiasi ambito che prevede l'utilizzo di sorgenti radiologiche sia artificiali che naturali, di energie termiche, ultrasoniche, di risonanza magnetica nucleare, cioè nelle strutture ospedaliere ed extraospedaliere del Sistema Sanitario Nazionale e nelle analoghe strutture private ed istituti di ricovero e cura a carattere scientifico; industrie di produzione e agenzie di vendita operanti nel settore della diagnostica per immagini e radioterapia; centri di ricerca universitaria ed extrauniversitaria nel settore biomedico. A questo personale, tenuto a prestare la propria opera nelle "zone controllate", viene corrisposta una indennità professionale specifica.
L'accesso alla professione nel settore pubblico avviene tramite concorso.
Si rivolge al paziente malato (diagnosi, terapia e interventistica) o sano (prevenzione) per lo svolgimento, su prescrizione medica, degli esami radiologici standard o di quelli che richiedono l'impiego di apparecchiature più sofisticate, per l'esecuzione delle terapie radianti e in tutte quelle attività legate all'impiego di sorgenti radioattive, a risonanza magnetica nucleare e delle apparecchiature ad esse connesse, nel rispetto delle norme di radioprotezione previste dall'Unione Europea.

## Competenze
In ambito diagnostico il TSRM conduce le procedure per la formazione dell'immagine nella radiologia tradizionale (radiografia, fluoroscopia, mammografia, ecc.), nella tomografia computerizzata (TC o CT), nell'imaging a risonanza magnetica (MRI o RMN), in angiografia e nella medicina nucleare. Prepara il paziente per lo svolgimento dell'esame spiegandogli, (quando possibile), la procedura , applicando inoltre, nel caso di pazienti in età fertile o donne in stato di gravidanza, le opportune e necessarie protezioni piombate.
In medicina nucleare il TSRM prepara per ogni paziente anche la dose di radiofarmaco da iniettare per lo svolgimento della scintigrafia o della tomografia ad emissione di positroni (PET). Il TSRM si occupa, inoltre, delle attività correlate al laboratorio chimico chiamato "camera calda".
Nell'ambito terapeutico, il TSRM conduce le procedure per la terapia radiante, preparando il paziente per lo svolgimento della stessa, spiegandogli la procedura e posizionandolo adeguatamente. Prepara, inoltre, per ogni paziente, dispositivi personalizzati necessari per un corretto trattamento (schermi, maschere, ecc.).
Nella radiologia interventistica, in questo caso in stretta collaborazione con il medico radiologo, il TSRM si occupa di tutte le procedure invasive o mini-invasive diagnostiche o terapeutiche effettuate mediante la guida ed il controllo delle metodiche radiologiche, quali fluoroscopia, TAC, ecc.
Inoltre ha un ruolo essenziale durante gli interventi chirurgici, specialmente di tipo ortopedico, vascolare e neurochirurgico, fornendo al chirurgo immagini fluoroscopiche o radiografiche.
Il TSRM in fisica sanitaria, collabora con i responsabili dei servizi per la risoluzione di alcuni problemi nell'impiego di sorgenti di radiazione per la diagnostica, la terapia e la ricerca e per la protezione del paziente dalle radiazioni ionizzanti che possono nuocere alla salute, se assorbite con intensità superiore al dovuto o senza le necessarie precauzioni.
Recentemente il TSRM ha trovato nuova collocazione anche nella gestione dei sistemi informativi dedicati alla radiologia, come ad esempio amministratore di sistemi RIS-PACS.
Questa nuova competenza inoltre ha comportato l'introduzione in molti atenei italiani di Master universitari specifici per il ruolo.

## Carriera
La carriera è regolata da percorsi specialistici quali Master (I e II livello) e/o Laurea Magistrale (di II livello).
Alcuni dei percorsi di crescita che possono intraprendere i laureati in Tecniche di Radiologia Medica per Immagini e Radioterapia sono:
- Didattica: come tutor o coordinatore o docente nei Corsi di Laurea in Tecniche di Radiologia Medica per Immagini e Radioterapia, contribuendo alla formazione del personale di supporto e concorrendo direttamente all'aggiornamento relativo al profilo professionale.
- Dirigenziale: nell'organizzazione e gestione delle risorse tecniche e tecnologiche e dei TSRM all'interno dei dipartimenti di diagnostica per immagini e radioterapia.
- Ricerca: nell'area tecnico-scientifica e industriale.

Il Professionista Tecnico Sanitario può anche ricoprire funzione di System Administrator aziendale.
La Laurea in Tecniche di Radiologia Medica per Immagini e Radioterapia dà accesso ai corsi Master di primo livello e alla Laurea Magistrale, e con essa anche ai master di secondo livello ed ai Dottorati di Ricerca.

## Storia e percorso legislativo
Tra 1939-1940 a cura della Croce Rossa Italiana, si dà avvio al primo corso di Assistenti Tecnici di Laboratorio Radiologico, aperto a 20 posti di infermiere.
Nel 1950 nacque l’Unione Nazionale Tecnici Radiologi UNTR (Unione e professionalità).
Nel 1954 si tenne il 1º corso triennale per tecnico impianti radiologici.
Nel 1960 uscì il 1º manuale del tecnico di radiologia (INAIL).
Nel 1964 nacque ANTIR (Associazione Nazionale del Tecnici Italiani di Radiologia), che motivò il legislatore ad approvare la prima legge che regolamenta l'esercizio dell'arte ausiliaria di radiologia medica: L. 1103, 4 agosto 1965, dove all'art.14, l'effettivo esercizio dell'arte ausiliaria sanitaria di tecnico di radiologia medica viene subordinato all'iscrizione all'albo provinciale di cui all'articolo 14.
Tre anni dopo, con Decreto del Presidente della Repubblica 6 marzo n. 680, viene regolamentato il percorso formativo di questa figura professionale.
Nel 1983 venne promulgata la legge 31 gennaio 1983, n. 25 che modifica ed integra la legge 4 agosto 1965, n. 1103 nonché il decreto del presidente della Repubblica 6 marzo 1968, n. 680, sulla regolamentazione del Tecnico di radiologia.
Nel 1994 esce il Decreto Ministeriale 26 settembre 1994, n. 746, per l’individuazione del Profilo Professionale del Tecnico Sanitario di Radiologia Medica.
Cinque anni più tardi entra in vigore la L.42/99 : scompare il mansionario e si da avvio alle professioni sanitarie (non più ausiliarie).
Nel 2000 entra in vigore la L. 251
Il 1º febbraio 2006 è stata approvata la Legge n. 43 .

## Riferimenti normativi
- D.M. 26 settembre 1994, n. 746[collegamento interrotto] - Regolamento concernente l'individuazione della figura e del relativo profilo professionale del tecnico sanitario di radiologia medica.
- D.M. 24 luglio 1996, n. 168, relativo all'istituzione dei diplomi universitari.
- L. 10 agosto 2000, n. 251 - Disciplina delle professioni sanitarie infermieristiche, tecniche, della riabilitazione, della prevenzione nonché della professione ostetrica.
- L. 1º febbraio 2006, n. 43 - Disposizioni in materia di professioni sanitarie infermieristiche, ostetrica, riabilitative, tecnico-sanitarie e della prevenzione e delega al Governo per l'istituzione dei relativi ordini professionali.
- Per i diplomi conseguiti con normative precedenti:
- L. 26 febbraio 1999, n. 42 - Disposizioni in materia di professioni sanitarie.
- D.M. 27 luglio 2000[collegamento interrotto] - Equipollenza di diplomi e attestati.
- L. 8 gennaio 2002, n. 1 - Disposizioni in materia di personale sanitario.
- L'esercizio della professione è disciplinato da diversi provvedimenti normativi:
- L. 4 agosto 1965, n. 1103 - Costituzione dei collegi provinciali dei Tecnici di radiologia medica.
- Legge 27 ottobre 1988, n. 460[collegamento interrotto] - Modifiche ed integrazioni alla legge 28 marzo 1968, n. 416, concernente l'istituzione delle indennità di rischio da radiazioni per i tecnici di radiologia medica.
- L. 31 gennaio 1983, n. 25 - Regolamentazione giuridica della professione sanitaria di tecnico di radiologia medica.
- D.L. 30 dicembre 1992, n. 502 - Riordino della disciplina della formazione in materia sanitaria.